# Lenka Muclingerová
Lenka Muclingerová (* 9. Juni 1987 in Turnov) ist eine ehemalige tschechische Skilangläuferin und Biathletin.
Lenka Muclingerová lebt in Janov nad Nisou und arbeitet als Sportlehrerin. Sie startete für SKP Jablonex Jablonec und wurde von Andrej Rybár trainiert. Sie war zunächst seit Dezember 2003 international als Skilangläuferin aktiv. Bei den Nordischen Juniorenweltmeisterschaften 2004 in Stryn verpasste sie über 15 Kilometer Klassisch als Viertplatzierte gegen Marion Ruf knapp eine Medaille, im Staffelrennen gewann sie mit Eva Nyvltová, Petra Markelová und Ivana Janečková die Silbermedaille. Ein Jahr später nahm sie in Monthey am Europäischen Olympischen Winter-Jugendfestival 2005 teil und wurde in der Sprintqualifikation Zweite, Fünfte über 7,5 Kilometer Freistil und Zehnte über 5 Kilometer Klassisch. Bei den Nordischen Juniorenweltmeisterschaften 2006 in Rovaniemi wurde Muclingerová 30. über 5 Kilometer Freistil und Siebte der Doppelverfolgung. Ein Jahr später wurde sie in Kranj 27. der Doppelverfolgung. Daneben startete sie vorrangig in unterklassigen Rennserien wie dem Alpencup und FIS-Rennen. Mehrfach erreichte sie in FIS-Rennen Podiumsresultate.
2006 wechselte sie zum Biathlonsport. Hier bestritt Muclingerová zum Auftakt der Saison in Obertilliach ihre ersten Rennen und wurde 42. des Sprints und 44. der Verfolgung. Im weiteren Saisonverlauf debütierte sie auch im Weltcup und wurde in ihrem ersten Rennen in Hochfilzen 90. des Einzels und mit Zdeňka Vejnarová, Magda Rezlerová und Veronika Vítková Zehnte mit der Staffel. In Ruhpolding wurde die Staffel in derselben Besetzung Achte. Erste internationale Meisterschaften wurde die Juniorenweltmeisterschaften 2007 in Martell, wo Muclingerová 52. des Einzels wurde, 31. des Sprints, 32. der Verfolgung und mit Barbora Tomešová und Veronika Vítková Achte im Staffelrennen. Zum Höhepunkt der Karriere wurden die Biathlon-Weltmeisterschaften 2007 in Antholz. Die Tschechin kam im Sprint zum Einsatz, beendete aber das Rennen nicht. Im Einzel trat sie trotz Meldung nicht an. Es folgten die Europameisterschaften 2007 in Bansko. Zunächst bestritt sie Sprint und Verfolgung bei den Juniorinnen und wurde dort Zehnte und 15., im Staffelrennen wurde sie an die Seite von Vejnarová, Rezlerová und Vítková in die Frauenstaffel berufen, mit der sie Sechste wurde. Ihre letzten Einsätze hatte sie beim Saisonfinale des Europacups in Ridnaun, wo sie 17. in Sprint und Verfolgung wurde.

## Biathlon-Weltcup-Platzierungen
Die Tabelle zeigt alle Platzierungen (je nach Austragungsjahr einschließlich Olympische Spiele und Weltmeisterschaften).
- 1.–3. Platz: Anzahl der Podiumsplatzierungen
- Top 10: Anzahl der Platzierungen unter den ersten zehn (einschließlich Podium)
- Punkteränge: Anzahl der Platzierungen innerhalb der Punkteränge (einschließlich Podium und Top 10)
- Starts: Anzahl gelaufener Rennen in der jeweiligen Disziplin
- Staffel: inklusive Mixed- und Single-Mixed-Staffeln

| Platzierung         | Einzel | Sprint | Verfolgung | Massenstart | Staffel | Gesamt |
| ------------------- | ------ | ------ | ---------- | ----------- | ------- | ------ |
| 1. Platz            |        |        |            |             |         |        |
| 2. Platz            |        |        |            |             |         |        |
| 3. Platz            |        |        |            |             |         |        |
| Top 10              |        |        |            |             | 2       | 2      |
| Punkteränge         |        |        |            |             | 2       | 2      |
| Starts              | 1      | 1      |            |             | 2       | 4      |
| Stand: Karriereende |        |        |            |             |         |        |